# АФК Нюпорт Каунти
АФК „Нюпорт Каунти“ (на английски: Newport County A.F.C.) e професионален футболен отбор от град Нюпорт, Южен Уелс.
Към 2024 година отборът играе във Втора лига на Англия. Цветовете на отбора са светло жълто и черно.
Клубът е създаден през 1912 година в Южна футболна лига преди да бъде поканен да стане член на тогавашната трета лига през 1920 година. Най-големият си успех отборът постига през сезон 1938 – 39 когато печели лигата и се изкачва във Втора английска дивизия. Поради избухването на втората световна война тимът се налага да изчака до сезон 1946 – 47 за да играе в нея и впоследствие изпада от нея в края на сезона. През 80-те години на 20 век клубът изпитва финансови затруднения и двойно изпадане, което им струва мястото във Футболната лига през 1988 и клубът излиза от бизнеса през февруари 1989. Отборът се реформира, но първоначално не може да играе на домашния си терен в Съмъртън Парк и затова получава прякора си „The Exiles“ (Изгнаниците).
Като най-яростен съперник на отбора се счита друг отбор от Южен Уелс – ФК Кардиф Сити, въпреки че двата отбора са срещали много рядко след 80-те години на 20 век.

## Успехи
Лига
- Футболна лига трета дивизия юг (ниво 3)
  - Шампиони : 1938 – 39
- Футболна лига четвърта дивизия (ниво 4)
  - Промоция: 1979 – 80
- Английска национална конференция (ниво 5)
  - победители в плейоф: 2013
- Южна конференция (ниво 6)
  - шампиони : 2009 – 10
- Южна футболна лига
  - шампиони : 1994 – 95
- Hellenic League
  - шампиони: 1989 – 90

Купа
- Трофей на футболната асоциация
  - финалисти: 2011 – 12
- Купа на Уелс
  - шампиони: 1979 – 80
- FAW Premier Cup
  - шампиони: 2007 – 08